# Zemitrella rosea
Zemitrella rosea är en snäckart som först beskrevs av Hutton 1873.  Zemitrella rosea ingår i släktet Zemitrella och familjen Columbellidae. Inga underarter finns listade i Catalogue of Life.